# Henri Grandsire
Henri Grandsire (ur. 27 stycznia 1936 roku w Istres) – francuski kierowca wyścigowy.

## Kariera
Grandsire rozpoczął karierę w międzynarodowych wyścigach samochodowych w 1960 w Grand Prix Monako, którego jednak nie ukończył. W późniejszych latach Francuz pojawiał się także w stawce Campionato A.N.P.E.C. / Auto Italiana d'Europa, Francuskiej Formuły 3, Formuła 2 Trophées de France oraz 24-godzinnego wyścigu Le Mans, w którym odnosił zwycięstwo w klasie P 1.3 w latach 1966-1967.